# Anomalòpids
Els anomalòpids o ulls de llanterna (Anomalopidae) són una família de peixos marins incluída en l'ordre Beryciformes. Dispersos per diverses localitzacions tropicals, principalment de l'Índic i Pacífic.

## Gèneres i espècies
Existeixen només 9 espècies agrupades en 6 gèneres:
- Gènere Anomalops (Kner, 1868)
  - Anomalops katoptron (Bleeker, 1856)
- Gènere Kryptophanaron (Silvester i Fowler, 1926)
  - Kryptophanaron alfredi (Silvester i Fowler, 1926)
- Gènere Parmops (Rosenblatt i Johnson, 1991)
  - Parmops coruscans (Rosenblatt i Johnson, 1991)
  - Parmops echinatus (Johnson, Seeto i Rosenblatt, 2001)
- Gènere Photoblepharon (Weber, 1902)
  - Photoblepharon palpebratum (Boddaert, 1781)
  - Photoblepharon steinitzi (Abe y Haneda, 1973)
- Gènere Phthanophaneron (Johnson i Rosenblatt, 1988)
  - Phthanophaneron harveyi (Rosenblatt i Montgomery, 1976)
- Gènere Protoblepharon (Baldwin, Johnson i Paxton, 1997)
  - Protoblepharon rosenblatti (Baldwin, Johnson i Paxton, 1997)
  - Protoblepharon mccoskeri (Ho & Johnson, 2012)